# شهرستان چارلز (مریلند)
شهرستان چارلز، مریلند (به انگلیسی: Charles County, Maryland) یک سکونتگاه مسکونی در ایالات متحده آمریکا است که در مریلند واقع شده‌است.